# Trąbki (województwo małopolskie)
Trąbki – wieś w Polsce, położona w województwie małopolskim, w powiecie wielickim, w gminie Biskupice.
| SIMC    | Nazwa    | Rodzaj     |
| ------- | -------- | ---------- |
| 0315459 | Darczyce | przysiółek |
| 0315436 | Podryje  | część wsi  |
| 0315442 | Tarnówka | część wsi  |
| 0315465 | Zborówek | przysiółek |

## Historia
Trąbki były siedzibą gminy Biskupice do 1 stycznia 2012 roku, kiedy to została ona przeniesiona do Tomaszkowic. Do 1954 roku istniała gmina Trąbki. W latach 1975–1998 miejscowość administracyjnie należała do województwa krakowskiego.
Wieś Trąbki, jedyna należąca do Parafii św. Marcina w Biskupicach nie była wsią pańską, tzn. nie miała dworu. Jak się wnosi z tradycji, była wsią królewską (królewszczyzna) i za sprawą króla otrzymała nazwę Trąbki, z której zapewne wywodził się trębacz królewski, za co w zamian było królewskie nadanie. Do dziś część wsi nosi nazwę „Kazimierz” lub „Na Kazimierzu”. Nazwa ta wywodzi się z charakterystyki urbanistycznej tego miejsca. Domy są tam stawiane jeden przy drugim, jest tam tłoczno jak na Krakowskim Kazimierzu.

Obok Kazimierza jest przysiółek znany jako „Podryje”. Zamieszkały jest głównie przez rodziny Romskie. Pomimo zróżnicowania etnicznego wsi, nigdy nie dochodziło do waśni między jej mieszkańcami. W czasie okupacji mieszkańcy pomagali Romom ukryć się przed łapankami, do dziś można zobaczyć specjalną skrytkę w domu Mari Badury.

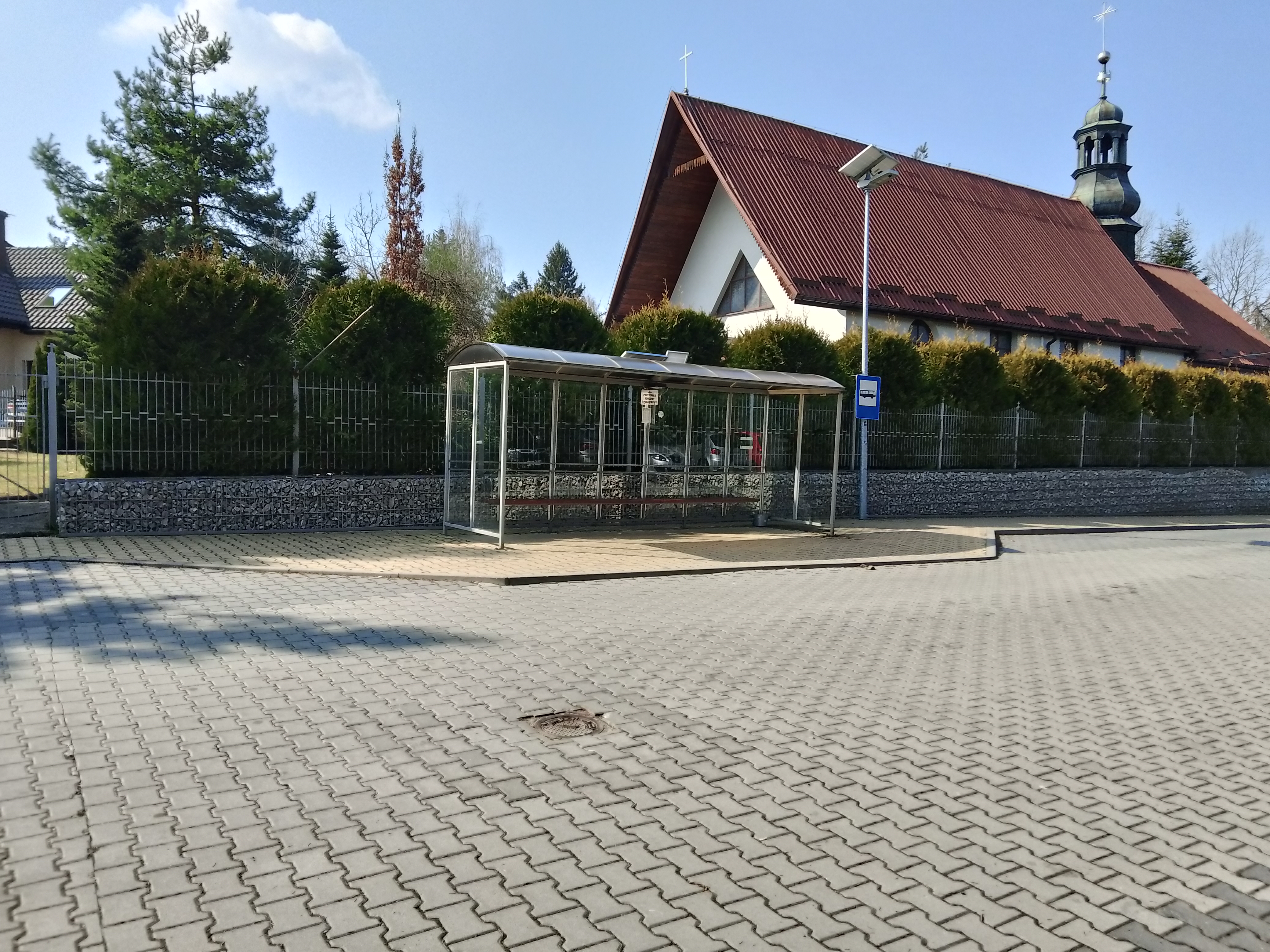
Zdjęcie przystanku autobusowego Trąbki P+R

Budowę kaplicy rozpoczęto 18 czerwca 1988 r., zaś we wrześniu tego roku młodzież uczyła się już we własnej sali. 3 maja 1989 r. odprawiono pierwszą mszę św. w Trąbkach, pierwszy zaś odpust – w Uroczystość Zesłania Ducha Św., dla uczczenia św. Izydora, patrona rolników, 14 maja 1989 r. Przy kaplicy znajduje się przystanek autobusowy Trąbki P+R, jeździ tam linia 274 MPK w Krakowie i jest to ostatni przystanek w rozkładzie jazdy dla tej linii.
We wsi działa Stowarzyszenie na rzecz Eko-Rozwoju Wsi Trąbki. Stowarzyszenie zajmuje się głównie prowadzeniem szkoły podstawowej, a także wspieraniem inicjatyw proekologicznych, np. organizacją warsztatów zajęciowych dla ubogich dzieci z Biskupic i Bodzanowa.
We wsi od 1975 roku działa klub sportowy Hejnał Trąbki, jego główną sekcją jest drużyna piłkarska. Rokrocznie odbywa się mecz charytatywny o puchar Prałata, z którego cały dochód przeznacza się na świetlicę i pomoce dydaktyczne dla najuboższych dzieci.

## Placówki oświatowe
- Publiczna Szkoła Podstawowa im. Błogosławionego Ojca Narcyza Jana Turchana w Trąbkach
- Przedszkole samorządowe w Trąbkach
- Przedszkole i żłobek Nibylandia

## Różne miejsca w Trąbkach

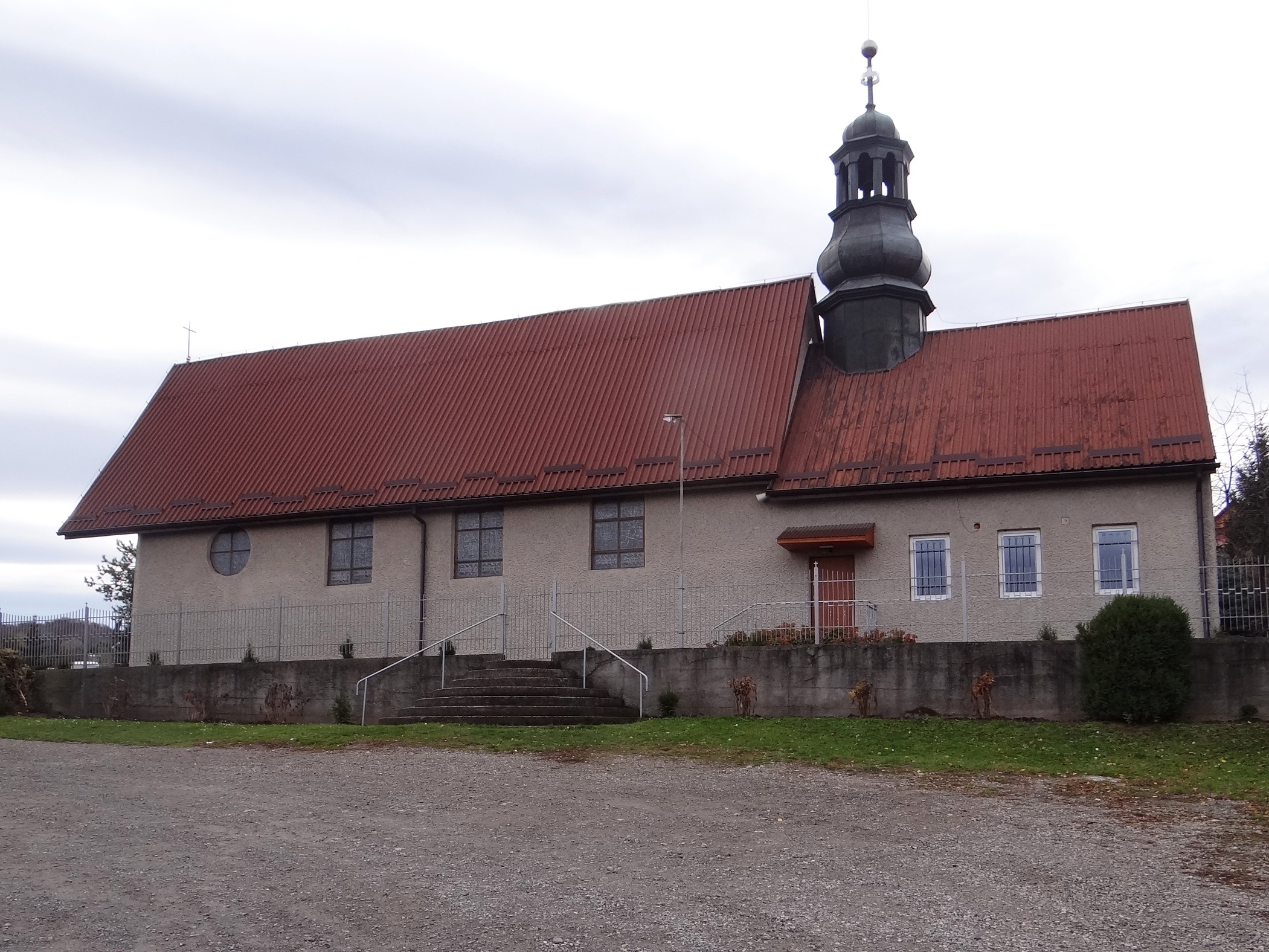
Kaplica w Trąbkach
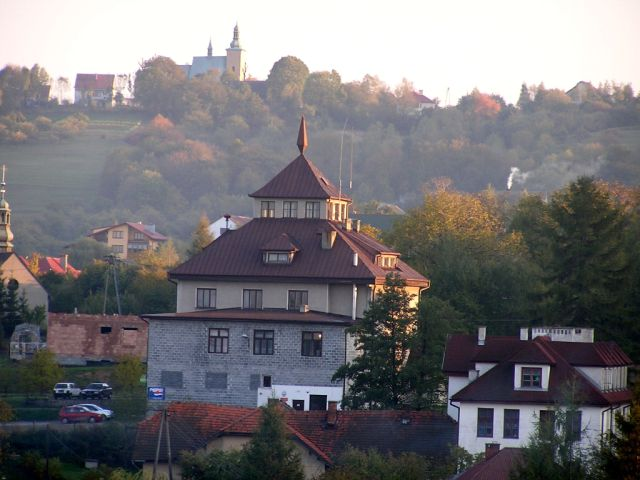
Widok na budynek OSP w Trąbkach
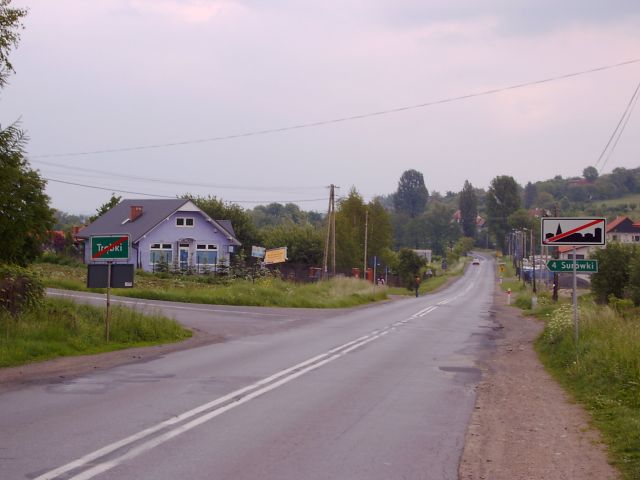
Na lewo droga na Surówki